# Beato di Vendôme
Beato (fl. IV secolo) fu un eremita vissuto nelle Gallie tra il III e il V secolo.
Il suo culto come santo, testimoniato dalla sua menzione nel Martirologio di Usuardo, risale almeno al IX secolo.

## Biografia
Secondo la Vita risalente al IX secolo, Beato era originario dell'Italia e si trasferì poi in Gallia, dove si stabilì in una caverna nei pressi di Laon conducendo vita eremitica e dedicandosi all'evangelizzazione degli abitanti delle campagne vicine. Sarebbe morto in età molto avanzata.
Questa Vita ispirò la leggenda di un altro santo di nome Beato, considerato l'apostolo della Svizzera: egli sarebbe nato in Inghilterra e sarebbe stato convertito al cristianesimo da san Barnaba, cambiando al battesimo il suo nome (Svetonio) in quello di Beato. A Roma sarebbe stato inviato da san Pietro ad evangelizzare la Svizzera e si sarebbe poi ritirato a vita eremitica in una grotta vicino al lago di Thun, dove morì ultranovantenne. Qualcuno identifica il Beato apostolo della Svizzera con il Beato di Vendôme, altri ritengono si tratti di un personaggio storico di cui si ignora la vita (forse un missionario anglosassone del VI secolo), altri negano del tutto la sua esistenza.

## Culto
Il culto di Beato di Vendôme era piuttosto diffuso nelle regioni di Laon, Le Mans e Vendôme: il nome della località di Saint-Béat è legato a tale culto.
Usuardo ricorda Beato nel suo martirologio al 9 maggio; nel Martirologio romano è menzionato alla stessa data.